# Canthon depressipennis
Canthon depressipennis är en skalbaggsart som beskrevs av Leconte 1859. Canthon depressipennis ingår i släktet Canthon och familjen bladhorningar. Inga underarter finns listade.